# ムーンビーチ

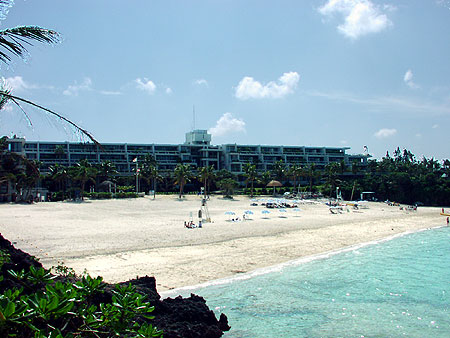
ムーンビーチ

ムーンビーチとは、沖縄県国頭郡恩納村字前兼久1203に位置する海水浴場。隣接するホテルを指して称する場合もある。

## 概要
沖縄県の西海岸沿いでは数少ない自然の海水浴場である。2006年（平成18年）に環境省が制定する快水浴場百選にも選ばれている。環境省の評価によると、「美しい水辺」「清らかな水辺」「安らげる水辺」の3つのポイントで5つ星の評価となっている。毎年4月1日から10月末まで遊泳が可能。ホテルムーンビーチのプライベートビーチであるが、宿泊客以外でも施設利用料及び駐車料を支払うことによって利用が可能である。ムーンビーチの名は砂浜の地形が三日月形になっていることから名付けられた。
1957年（昭和32年）に月の浜海水浴場として営業が開始。駐留のアメリカ軍により優良海水浴場として認可を受けた。沖縄国際海洋博覧会が開催された1975年（昭和50年）にホテルが建設されプライベートビーチとなった。沖合にホテルが所有するナップ島という無人島があり、ホテル発のクルーズツアーなどがある。

## ホテルムーンビーチ
沖縄国際海洋博覧会に合わせ1975年（昭和50年）にオープンした。沖縄では老舗のリゾートホテルである。那覇空港より車で約50分（沖縄自動車道を利用し石川インターチェンジを降りて約5分）。空港国内新旅客ターミナルビル前バス停より路線バス（120番／名護西空港線）で約90分～120分の場所にある。
株式会社ムーンビーチが運営を行っていたが、2001年（平成13年）に親会社であった國場組が経営不振のために、オリオンビール、沖縄電力、琉球銀行、沖縄銀行、沖縄海邦銀行などが出資した新会社、ムーンホテルズアンドリゾーツ株式会社が設立され、運営されている。
2003年（平成15年）から阪神タイガースの春キャンプの際に宿舎としても利用されている（かつては中日ドラゴンズが利用していた）。
設計は国場幸房／(株)国建、施工は國場組。2002年、第4回日本建築家協会25年賞受賞。

## ムーンビーチパレスホテル
ホテルムーンビーチの建物の一部が、全く別会社である株式会社ムーンビーチパレスホテルが運営するホテルとなっている。3階にフロントがある。これは1975年のホテルムーンビーチのオープンとともに分譲された部屋がホテルとして経営されているためである。